# Sarah Siegelaar
Sarah Elaine Siegelaar (Heemstede, 4 de octubre de 1981) es una deportista neerlandesa que compitió en remo. Su hermano Olivier compitió en el mismo deporte.
Participó en dos Juegos Olímpicos de Verano, obteniendo dos medallas, bronce en Atenas 2004 y plata en Pekín 2008, en la prueba de ocho con timonel. Ganó una medalla de plata en el Campeonato Mundial de Remo de 2003, en la prueba de cuatro sin timonel.

## Palmarés internacional
| Juegos Olímpicos   | Juegos Olímpicos | Juegos Olímpicos  | Juegos Olímpicos   |
| Año                | Lugar            | Medalla           | Prueba             |
| ------------------ | ---------------- | ----------------- | ------------------ |
| 2004               | Atenas (Grecia)  | Medalla de bronce | Ocho con timonel   |
| 2008               | Pekín (China)    | Medalla de plata  | Ocho con timonel   |
| Campeonato Mundial |                  |                   |                    |
| Año                | Lugar            | Medalla           | Prueba             |
| 2003               | Milán (Italia)   | Medalla de plata  | Cuatro sin timonel |